# Přebor Kraje Vysočina 2004/2005
V soubojích přeboru Kraje Vysočina 2004/2005 (jedna ze skupin 5. fotbalové ligy) se utkalo 14 týmů dvoukolovým systémem podzim - jaro. Do Divize D postoupil vitězný tým FC Velké Meziříčí, do I. A třídy Kraje Vysočina sestoupil poslední tým FK Kovofiniš Ledeč nad Sázavou.

## Nové týmy v sezoně 2004/2005
- Z Divize D 2003/2004 do krajského přeboru Vysočiny nesestoupil nikdo. Z I. A třídy Kraje Vysočina postoupily týmy SK FC Doubravník a TJ Sapeli Janovice.

## Konečná tabulka
| Poř. | Tým                                                     | Z  | V  | R | P  | VG | OG | B  |
| ---- | ------------------------------------------------------- | -- | -- | - | -- | -- | -- | -- |
| 1.   | FC Velké Meziříčí                                       | 26 | 19 | 3 | 4  | 75 | 36 | 60 |
| 2.   | SK Bystřice nad Pernštejnem                             | 26 | 15 | 5 | 6  | 53 | 32 | 50 |
| 3.   | TJ Hartvíkovice                                         | 26 | 14 | 5 | 7  | 51 | 23 | 47 |
| 4.   | FK Humpolec                                             | 26 | 13 | 3 | 10 | 34 | 32 | 43 |
| 5.   | FC Slovan Havlíčkův Brod                                | 26 | 11 | 9 | 6  | 39 | 36 | 42 |
| 6.   | FK Spartak Pelhřimov                                    | 26 | 11 | 4 | 11 | 47 | 39 | 37 |
| 7.   | SK FC Doubravník (N)                                    | 26 | 9  | 6 | 11 | 30 | 35 | 33 |
| 8.   | TJ Sapeli Janovice (N)                                  | 26 | 9  | 4 | 13 | 39 | 50 | 31 |
| 9.   | FC Slavoj Žirovnice                                     | 26 | 10 | 1 | 15 | 33 | 45 | 31 |
| 10.  | FC Náměšť nad Oslavou                                   | 26 | 9  | 4 | 13 | 35 | 49 | 31 |
| 11.  | FC Chotěboř                                             | 26 | 8  | 6 | 12 | 32 | 45 | 30 |
| 12.  | HFK Třebíč „B“                                          | 26 | 9  | 3 | 14 | 40 | 53 | 30 |
| 13.  | SFK Vrchovina Nové Město na Moravě – Radešínská Svratka | 26 | 8  | 6 | 12 | 34 | 47 | 30 |
| 14.  | FK Kovofiniš Ledeč nad Sázavou                          | 26 | 6  | 3 | 17 | 23 | 43 | 21 |

Poznámky:
- Z = Odehrané zápasy; V = Vítězství; R = Remízy; P = Prohry; VG = Vstřelené góly; OG = Obdržené góly; B = Body; (S) = Mužstvo sestoupivší z vyšší soutěže; (N) = Mužstvo postoupivší z nižší soutěže (nováček)
- O pořadí při rovnosti bodů rozhodly vzájemné zápasy.

|  | Postup do Divize D 2005/2006                  |
|  | Sestup do I. A třídy Kraje Vysočina 2005/2006 |